# IC 2403
IC 2403 ist eine Spiralgalaxie mit ausgedehnten Sternentstehungsgebieten vom Hubble-Typ S im Sternbild Hydra südlich der Ekliptik. Sie ist schätzungsweise 234 Mio. Lichtjahre von der Milchstraße entfernt und hat einen Durchmesser von etwa 40.000 Lj. 

Im selben Himmelsareal befindet sich u. a. die Galaxie NGC 2662.
Das Objekt wurde am 23. März 1898 von Herbert Alonzo Howe entdeckt.